# Fanny Risberg
Fanny Viola Johanna Risberg, född 5 maj 1975 i Malmö, är en svensk skådespelare, låtskrivare, sångare och musiker. 
Fanny Risberg är dotter till skådespelarna Angelica Lundqvist och Kenneth Risberg. Hon debuterade 19 år gammal med monologföreställningen Med hjärtat i handen av Vladimir Majakovskij på Uppsala Stadsteater och Pistolteatern. Därefter har hon bland annat spelat Nina i Anton Tjechovs Måsen på Byteatern i Kalmar,  Olivia i Marianne Goldmans Cancerbalkongen på Boulevardteatern (1997), Miranda i William Shakespeares Stormen i Göran Stangertz SVT-produktion (1998) och på Dramaten titelrollen som Nico i The Velvet Underground i Nico – Sphinx of Ice (2014).
På film och tv har hon bland annat spelat musikern Lena i Peter Birros och Mikael Marcimains TV–serie Upp till kamp och Drottning Blanka i filmerna om riddaren Arn efter Jan Guillous böcker. Hon har studerat komposition vid Brighton Institute of Modern Music i England och turnerat internationellt som musikartist med egen musik, från 2010-talet under gruppnamnet Tula med bas i Berlin.
Fanny Risberg tilldelades Guldklappan som "Bästa skådespelerska" år 2000.
I dokumentären "Om Inga", tar Fanny Risberg med skådespelaren Inga Landgré, 92 år, på en resa till Grekland, där Landgré också berättar om sitt liv. Inga Landgré är mor till Risbergs styvmor Anja Landgré.

## Filmografi (urval)
- 1994 – Man kan alltid fiska (Kortfilm)
- 1996 – Ellinors bröllop
- 1996 – När Finbar försvann
- 1998 – Stormen (TV)
- 1998 – Närmanden
- 1999 – Ett litet rött paket (TV-serie)
- 2000 – Ett liv i backspegeln (Kortfilm)
- 2007 – Arn - Tempelriddaren
- 2007 – Upp till kamp (TV-serie)
- 2008 – Arn - Riket vid vägens slut
- 2009 – Inte ens det förflutna
- 2012 – Hamilton – I nationens intresse
- 2013 – Mördaren ljuger inte ensam